# Rodney Hood
Rodney Michael Hood (ur. 20 października 1992 w Meridian) – amerykański koszykarz, występujący na pozycjach rzucającego obrońcy lub niskiego skrzydłowego.
8 lutego 2018 trafił do Cleveland Cavaliers w wyniku wymiany z udziałem trzech drużyn (Jazz, Cavaliers, Kings).
4 lutego 2019 trafił w wyniku wymiany do Portland Trail Blazers.
25 marca 2021 został wytransferowany do Toronto Raptors. 3 sierpnia 2021 został zwolniony przez Toronto Raptors. 6 sierpnia 2021 dołączył do Milwaukee Bucks. 10 lutego 2022 trafił w wyniku wymiany do Los Angeles Clippers.

## Osiągnięcia
Stan na 13 października 2023, na podstawie, o ile nie zaznaczono inaczej.
NCAA
- Uczestnik turnieju NCAA (2014)
- Zaliczony do:
  - I składu:
    - pierwszoroczniaków konferencji Southeastern (SEC – 2012)
    - turnieju NIT Season Tip-Off (2014)

  - II składu:
    - konferencji Atlantic Coast (ACC – 2014)
    - turnieju ACC (2014)

NBA
- Uczestnik Rising Stars Challenge (2016)
- Debiutant miesiąca (kwiecień 2015)